# Електронний платіж
Електрóнний платíж  (е-платіж, e-payment) — оплата покупок за допомогою електронних засобів. Є багато систем, використання яких пов'язане з різними проблемами — в першу чергу, проблемами безпеки і збереження конфіденційності. Найрозповсюдженіші такі системи, як домашній банк, електронна сплата за квитки, оплата товарів в електронних магазинах і т.і. Електронні платежі являють собою необхідний елемент електронної комерції.
В більш широкому значенні електронний переказ коштів (EFT) — це електронний переказ грошей з одного банківського рахунку на інший, або в рамках однієї фінансової установи, або декількох установ, через комп'ютерні системи без прямого втручання банківського персоналу.